# 1937 год в науке
В 1937 году были различные научные и технологические события, некоторые из которых представлены ниже.

## Достижения человечества

### Открытия
- Началась разработка синтетической теории эволюции (Т. Добжанский, Д. С. Хаксли, Э. Майр и др., окончание работ — 1944 год).
- Первая экспериментальная работа по магнитной гидродинамике (Ю. Гартман, изучение сопротивления течению ртути в трубке под действием поперечного магнитного поля).
- Итальянские исследователи К.Перрье[исп.] и Э.Сегре сообщают об открытии элемента с атомным номером 43, которому в 1947 году ими будет предложено имя «технеций»[1][2].

### Изобретения
- Был запущен первый в Европе циклотрон.

## Награды
- Нобелевская премия
  - Физика — Клинтон Джозеф Дэвиссон, Джордж Томсон «За экспериментальное открытие дифракции электронов на кристаллах».
  - Химия — Уолтер Хоуорс «За исследование углеводов и витамина C»; Пауль Каррер «За исследование каротиноидов и флавинов, а также за изучение витаминов A и B2»
  - Медицина и физиология — Альберт Сент-Дьёрди «За открытия в области процессов биологического окисления, связанные в особенности с изучением витамина C и катализа фумаровой кислоты.»

## Родились
- 25 февраля — Александр Михайлович Панченко советский и российский филолог, исследователь русской литературы и культуры, академик РАН, лауреат Государственной премии России (умер в 2002).
- 3 июня — Владимир Игоревич Арнольд — советский и российский математик, академик РАН.
- 20 июня — Николай Николаевич Дроздов, советский и российский учёный-зоолог, популяризатор науки, ведущий передачи «В мире животных».

## Скончались
- 26 января — Михай фон Ленхосек, венгерский учёный-анатом, гистолог, физиолог.